# Diálogo meliano
Diálogo meliano ou diálogo de Melos é uma passagem da obra de Tucídides sobre a Guerra do Peloponeso.
Retrata um exemplo clássico do confronto do liberalismo com o realismo dentro do campo de relações internacionais e é usualmente parafraseado nas discussões que envolvam o pensamento realista. É uma peça peculiar, dada a sua escrita em forma de diálogo teatral, bastante diferente do estilo típico de Tucídides.
O contexto em que se baseia a obra é a invasão da ilha de Melos pelos atenienses em 416 a.C., durante a Guerra do Peloponeso. Os melianos, colonos lacedemônios, recusavam-se a obedecer aos atenienses, ao contrário dos demais ilhéus, e sempre haviam resistido à influência da Liga de Delos (encabeçada por Atenas), bem como à subsequente invasão ateniense. A princípio mantiveram-se neutros, mas quando os atenienses passaram a devastar suas terras numa tentativa para forçá-los a aderir, os mélios saíram abertamente para a guerra. Diante disto, acampando em seu território com um importante dispositivo militar, os comandantes atenienses Cleômedes e Tísias, antes de causar qualquer dano às terras, mandaram emissários levando propostas para um entendimento com os mélios.:346
O autor cita um encontro entre representações de ambos os lados, em que um debate sobre os prós e os contras da invasão foi travado, tendo o lado de Atenas alegado, de início, que o interesse meliano representado no debate seria o da elite, que estava receosa de ver o apoio do povo meliano a Atenas. Essa passagem provavelmente reflete a opinião de Tucídides sobre a invasão de Melos e não tem base rigorosamente histórica.
Os argumentos foram lançados de ambos os lados. Os atenienses propuseram aos melianos que se aliassem a Atenas, conservando o território, embora sujeitos ao pagamento de tributos, para que assim fossem poupados, ou que lutassem até à própria destruição.:353 Já os melianos alegaram que sua neutralidade deveria ser respeitada (a ilha não se colocava a favor de nenhum dos dois lados da Guerra do Peloponeso — nem de Atenas, nem de Esparta); que a clemência de Atenas melhoraria suas relações com Melos; que uma agressão ateniense faria com que Esparta interviesse em favor da ilha; e, finalmente, que os deuses protegeriam a ilha.
Frente a essas alegações, os atenienses adotam a postura mais rigorosa que se encontra no realismo: 

 […] pois deveis saber que o justo, nas discussões entre homens, só prevalece quando os interesses de ambos os lados são compatíveis, e que os fortes exercem o poder e os fracos se submetem.:348 
Ou, numa versão mais sintética:

Os fortes fazem o que podem, e os fracos sofrem o que devem.
Os atenienses afirmaram que esse princípio era conhecido pelos espartanos e, portanto, estes não interviriam em favor de Melos, pois ajudar um Estado fraco e condenado não seria vantajoso para eles. Com a recusa por parte dos atenienses, Melos é cercada e tomada em pouco tempo. A falta de apoio espartano, o reforço às tropas atenienses e as deserções melianas foram determinantes para a queda da ilha. Segundo Tucídides, Atenas executou todo homem meliano em idade de recrutamento militar, reduziu todas as mulheres e crianças à escravidão e recolonizou a ilha já despovoada.:354